# IC 2678
IC 2678 ist eine Galaxie vom Hubble-Typ S im Sternbild Löwe auf der Ekliptik. Sie ist schätzungsweise 633 Millionen Lichtjahre von der Milchstraße entfernt.
Das Objekt wurde am 27. März 1906 von Max Wolf entdeckt.